# Eharius chergui
Eharius chergui är en spindeldjursart som först beskrevs av Athias-Henriot 1960.  Eharius chergui ingår i släktet Eharius och familjen Phytoseiidae. Inga underarter finns listade i Catalogue of Life.